# The 101'ers
The 101'ers est un groupe britannique de pub rock, originaire de Londres. Actif entre 1975 et 1976, il est surtout connu pour avoir été le premier groupe de Joe Strummer, futur membre de The Clash.

## Historique
Le nom du groupe, The 101'ers, est directement inspiré de 101, Walterton Road, l'adresse de Joe Strummer à l'époque du groupe.
Leur répertoire est principalement constitué de reprises de classiques du rhythm and blues et de quelques morceaux originaux de Strummer (Keys to your Heart).
Joe Strummer, chanteur et guitariste, quitte la bande en mai 1976 pour rejoindre The Heartdrops, alors que leur premier 45 tours venait de sortir, sonnant la mort des 101'ers et laissant Chiswick Records avec un disque sans groupe.
Une compilation intitulée Elgin Avenue Breakdown, produite en partie par Vic Maile, sortira dans les années 1980. Le disque a été remixé et réédité en CD en 2005.

## Membres
- John « Woody » Mellor (Joe Strummer) - chant, guitare rythmique
- « Evil » Clive Timperley - guitare solo, chant
- « Desperate » Dan Kelleher - basse, claviers
- Mole - basse
- Richard « Snakes » Dudanski - batterie, chant

## Discographie
- 1976 : Keys to Your Heart (Chiswick Records)
- 1981 : Elgin Avenue Breakdown